# جون إتش. والر
جون إتش. والر هو محامي وقاضي وسياسي أمريكي، ولد في 31 أكتوبر 1937 في مولينز في الولايات المتحدة. انتخب عضو مجلس نواب كارولاينا الجنوبية ‏.